# أيل بي غون
أيل بي غون (بالإنجليزية: I'll Be Gone)‏ هي أغنية لفرقة الروك الأمريكية «لينكين بارك» من ألبوم الستوديو الخامس للفرقة «ليفينغ ثينغز» المصدر عام 2012، وحازت على المركز السادس والعشرين في المملكة المتحدة، كما دخلت في قائمة «الروك الحديث» لإذاعة "KROQ" الأمريكية.